# Brezje pri Kumpolju
Brezje pri Kumpolju – wieś w Słowenii, w gminie Litija. W 2018 roku liczyła 7 mieszkańców.